# Cecilios Metelos

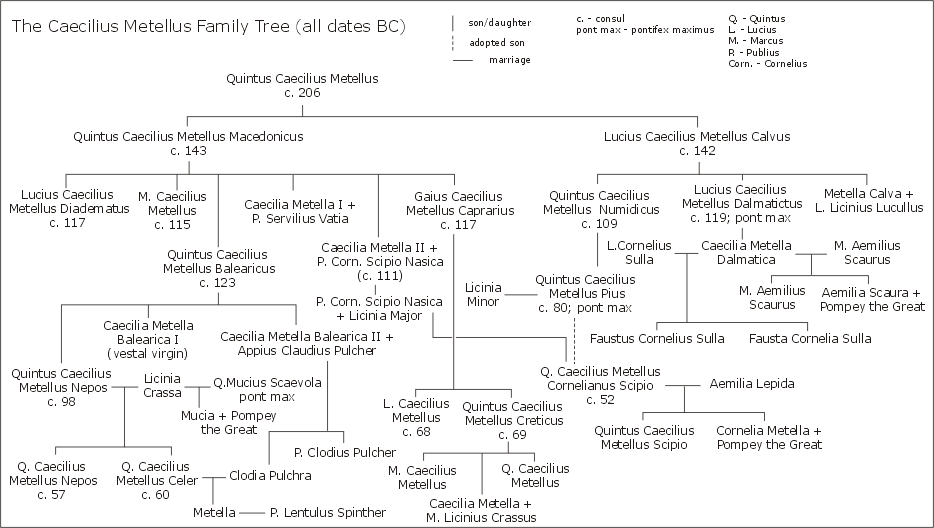
Genealogía de los Cecilios Metelos

Los Cecilios Metelos fueron una rama de la gens Cecilia que ocupó una posición dominante en la política romana durante la última etapa de la República.

## Miembros
- Lucio Cecilio Metelo Denter, cónsul en 284 a. C.
- Lucio Cecilio Metelo, muerto en 251 a. C., cónsul en 251 a. C. y en 247 a. C.
- Quinto Cecilio Metelo, cónsul en 206 a. C.
- Lucio Cecilio Metelo Calvo, padre de Lucio Cecilio Metelo Dalmático y de Quinto Cecilio Metelo Numídico, cónsul en el 142 a. C.
- Quinto Cecilio Metelo Macedónico (c. 210-115 a. C.) hijo de Quinto Cecilio Metelo, cónsul en 206 a. C., fue cónsul en 143 a. C. y censor en 131 a. C.
- Quinto Cecilio Metelo Baleárico, nacido cerca 170 a. C., hijo de Quinto Cecilio Metelo Macedónico. Cónsul en 123 a. C.
- Lucio Cecilio Metelo Dalmático, nacido cerca 160 a. C., hijo de Lucio Cecilio Metelo Calvo. Cónsul en 119 a. C. y censor en 115 a. C.
- Lucio Cecilio Metelo Diademato, hijo de Quinto Cecilio Metelo Macedónico. Cónsul en 117 a. C.
- Marco Cecilio Metelo, cónsul en el año 115 a. C.
- Cayo Cecilio Metelo Caprario, cónsul en 113 a. C.
- Quinto Cecilio Metelo Numídico, muerto en 91 a. C., hijo de Lucio Cecilio Metelo Calvo. Cónsul en 109 a. C.
- Quinto Cecilio Metelo Nepote, (135-55 a. C.), hijo de Quinto Cecilio Metelo Baleárico. Cónsul en 98 a. C..
- Quinto Cecilio Metelo Pío, (127-63 a. C.) hijo de Quinto Cecilio Metelo Numídico. Cónsul en 80 a. C.
- Lucio Cecilio Metelo, muerto en 68 a. C., hijo de Lucio Cecilio Metelo Dalmático. Cónsul en el 68 a. C.
- Quinto Cecilio Metelo Céler (c. 100-59 a. C.), hijo de Quinto Cecilio Metelo Nepote, cónsul en 98 a. C. Cónsul en 60 a. C.
- Quinto Cecilio Metelo Crético  (135-55 a. C.), cónsul en 69 a. C.
- Quinto Cecilio Metelo Escipión, muerto en 46 a. C. en la batalla de Tapso, ante Julio César, hijo de Publio Cornelio Escipión Nasica, adoptado por Quinto Cecilio Metelo Pío. Cónsul en 52 a. C.

- Datos: Q1025368
- Multimedia: Caecilii Metelli / Q1025368